# 岩手警察署
岩手警察署（いわてけいさつしょ）は、岩手県警察が管轄する16ある警察署の一つである。識別章所属表示はSC。

## 管轄区域
- 八幡平市
- 岩手郡岩手町、葛巻町

## アクセス
- 国道4号沼宮内バイパス（奥州街道、陸羽街道）
- JR東日本東北新幹線・IGRいわて銀河鉄道 いわて沼宮内駅から
  - バス利用の場合　岩手県北バス
    - [B31][B33][B35][B51][B53][B65][B67][B68][B70][B71][B82]、以上の系統を利用。｢沼宮内高校前｣下車。徒歩10分

  - 徒歩の場合、約30分
  - タクシーの場合、約10分。

## 組織
- 署長
- 副署長
- 警務課
  - 警務係
  - 警察安全相談係
  - 被害者支援係
  - 留置管理係
- 会計課
  - 会計係
- 生活安全課
  - 生活安全係
- 地域課
  - 地域企画指導係
  - 自動車警ら班
- 刑事課
  - 刑事第一係
  - 刑事第二係
  - 鑑識係
- 交通課
  - 交通企画係
  - 交通捜査係
- 警備課
  - 警備係

## 交番・駐在所
括弧内は読み方及び所在地を表す。

### 岩手町
- 一方井（いっかたい）駐在所（岩手郡岩手町大字一方井第14地割68）
- 川口（かわぐち）駐在所（岩手郡岩手町大字川口第14地割25-2）

### 八幡平市

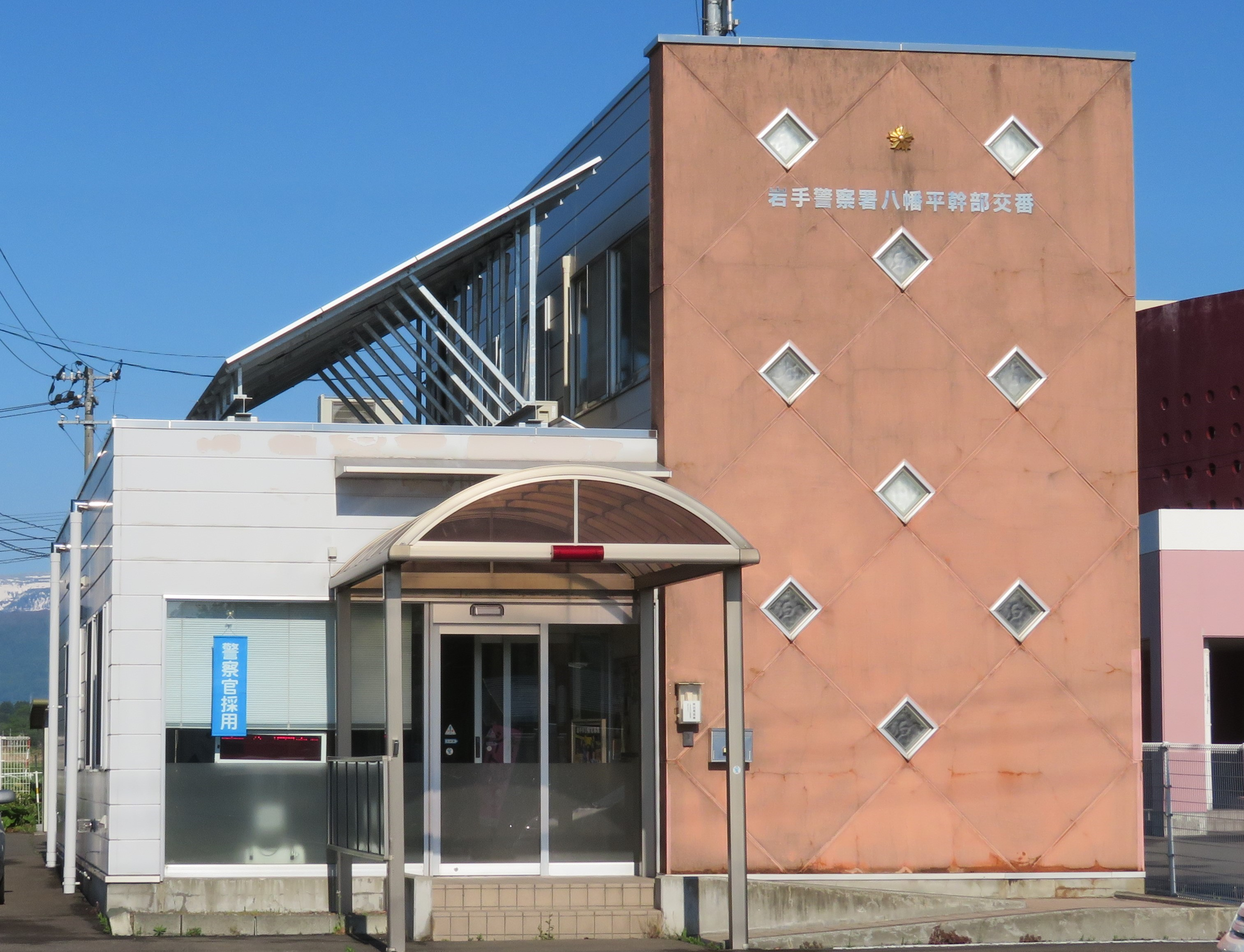
八幡平幹部交番

- 八幡平（はちまんたい）幹部交番（八幡平市大更第35地割63-88）
- 安代（あしろ）駐在所（八幡平市清水213）
- 柏台（かしわだい）駐在所（八幡平市柏台3-3-2）
- 田山（たやま）駐在所（八幡平市亦戸川原8-43）
- 松尾（まつお）駐在所（八幡平市野駄第19地割66-5）

### 葛巻町
- 葛巻（くずまき）駐在所（岩手郡葛巻町葛巻第12地割18-4）